# Comuna Dmîtrivka, Lîmanskîi
Dmîtrivka (în ucraineană Дмитрівка) este o comună în raionul Kominternivske, regiunea Odesa, Ucraina, formată din satele Butivka și Dmîtrivka (reședința).

## Demografie
Componența lingvistică a comunei Dmîtrivka
     Ucraineană (90,63%)
     Rusă (5,78%)
     Bulgară (1,25%)
     Alte limbi (0,94%)
Conform recensământului din 2001, majoritatea populației comunei Dmîtrivka era vorbitoare de ucraineană (90,63%), existând în minoritate și vorbitori de rusă (5,78%), găgăuză (1,41%) și bulgară (1,25%).